# Sportclub Potsdam 2022-2023
Questa voce raccoglie le informazioni riguardanti lo Sportclub Potsdam nelle competizioni ufficiali della stagione 2022-2023.

## Stagione
Lo Sportclub Potsdam partecipa alla stagione 2022-23 senza alcuna denominazione sponsorizzata.
In 1. Bundesliga ottiene un terzo posto al termine della regular season, raggiungendo poi la finale scudetto, dove viene sconfitto dal MTV Stoccarda. I due club si erano già scontrati in Supercoppa tedesca, dove il Potsdam conquista il primo titolo della propria storia; disputa anche la finale di Coppa di Germania, venendo battuto dallo Schweriner.
In ambito europeo è di scena prima in Champions League, dove non riesce a superare la fase a gironi; grazie al terzo posto nella sua pool disputa i quarti di finale di Coppa CEV, dove viene eliminato dalle future campionesse della Savino Del Bene.

## Organigramma societario
Area direttiva
- Presidente: Thorsten Bork

Area tecnica
- Allenatore: Guillermo Naranjo
- Allenatore in seconda: Riccardo Boieri
- Assistente allenatore: Riccardo Boieri, Vladimir Kapriš, Ioannis Paraschidis
- Scoutman: Vladimir Kapriš, Ioannis Paraschidis

Area sanitaria
- Medico: Peggy Kotsch, Henning Leunert
- Fisioterapista: Doron Nasution, Matthias Pefestorff, Thaddeus Schirmer, Roman Woelky

## Rosa
| N° | Nome               | Ruolo | Data di nascita  | Nazionalità sportiva |
| -- | ------------------ | ----- | ---------------- | -------------------- |
| 2  | Fleur Savelkoel    | S     | 22 agosto 1995   | Paesi Bassi          |
| 3  | Megan Viggars      | P     | 31 gennaio 1994  | Regno Unito          |
| 3  | Kim Robitaille     | P     | 16 ottobre 1991  | Canada               |
| 4  | Selma Hetmann      | C     | 27 ottobre 1995  | Germania             |
| 5  | Maja Savić         | C     | 14 agosto 1993   | Serbia               |
| 6  | Hester Jasper      | S     | 7 maggio 2001    | Paesi Bassi          |
| 7  | Pia Leweling       | S     | 4 gennaio 1998   | Germania             |
| 8  | Merle Golm         | S     | 19 febbraio 2004 | Germania             |
| 9  | Leni Kirchhoff     | L     | 26 gennaio 2006  | Germania             |
| 10 | Sarah van Aalen    | P     | 21 giugno 2000   | Paesi Bassi          |
| 11 | Sarah Stiriz       | L     | 11 novembre 2003 | Germania             |
| 11 | Florien Reesink    | L     | 9 giugno 1998    | Paesi Bassi          |
| 12 | Rica Maase         | O     | 22 novembre 1999 | Germania             |
| 13 | Anett Németh       | O     | 13 dicembre 1999 | Ungheria             |
| 14 | Anastasia Cekulaev | C     | 1º luglio 2003   | Germania             |
| 15 | Aleksandra Jegdić  | L     | 9 ottobre 1994   | Serbia               |
| 17 | Laura Weihenmaier  | S     | 4 aprile 1991    | Germania             |
| 18 | Veronika Đokić     | C     | 27 agosto 2001   | Serbia               |

## Statistiche

### Statistiche di squadra
| Competizione       | Punti | In casa | In casa | In casa | In trasferta | In trasferta | In trasferta | Totale | Totale | Totale |
| Competizione       | Punti | G       | V       | P       | G            | V            | P            | G      | V      | P      |
| ------------------ | ----- | ------- | ------- | ------- | ------------ | ------------ | ------------ | ------ | ------ | ------ |
| 1. Bundesliga      | 47    | 15      | 11      | 4       | 15           | 11           | 4            | 30     | 22     | 8      |
| Coppa di Germania  | -     | 0       | 0       | 0       | 3            | 3            | 0            | 4      | 3      | 1      |
| Supercoppa tedesca | -     | -       | -       | -       | -            | -            | -            | 1      | 1      | 0      |
| Champions League   | 7     | 3       | 1       | 2       | 3            | 2            | 1            | 6      | 3      | 3      |
| Coppa CEV          | -     | 1       | 0       | 1       | 1            | 0            | 1            | 2      | 0      | 2      |
| Totale             | -     | 19      | 12      | 7       | 22           | 16           | 6            | 43     | 29     | 14     |

G = partite giocate; V = partite vinte; P = partite perse

### Statistiche dei giocatori
| Giocatrice     | 1. Bundesliga | 1. Bundesliga | 1. Bundesliga | 1. Bundesliga | 1. Bundesliga | Coppa di Germania | Coppa di Germania | Coppa di Germania | Coppa di Germania | Coppa di Germania | Supercoppa tedesca | Supercoppa tedesca | Supercoppa tedesca | Supercoppa tedesca | Supercoppa tedesca | Champions League | Champions League | Champions League | Champions League | Champions League | Coppa CEV | Coppa CEV | Coppa CEV | Coppa CEV | Coppa CEV | Totale | Totale | Totale | Totale | Totale |
| Giocatrice     | P             | PT            | AV            | MV            | BV            | P                 | PT                | AV                | MV                | BV                | P                  | PT                 | AV                 | MV                 | BV                 | P                | PT               | AV               | MV               | BV               | P         | PT        | AV        | MV        | BV        | P      | PT     | AV     | MV     | BV     |
| -------------- | ------------- | ------------- | ------------- | ------------- | ------------- | ----------------- | ----------------- | ----------------- | ----------------- | ----------------- | ------------------ | ------------------ | ------------------ | ------------------ | ------------------ | ---------------- | ---------------- | ---------------- | ---------------- | ---------------- | --------- | --------- | --------- | --------- | --------- | ------ | ------ | ------ | ------ | ------ |
| A. Cekulaev    | 28            | 208           | 131           | 59            | 18            | 4                 | 29                | 17                | 8                 | 4                 | 1                  | 5                  | 2                  | 3                  | 0                  | 6                | 44               | 23               | 17               | 4                | 2         | 12        | 1         | 5         | 6         | 41     | 298    | 174    | 92     | 3      |
| V. Đokić       | 7             | 19            | 13            | 5             | 1             | 1                 | 1                 | 1                 | 0                 | 0                 | 0                  | 0                  | 0                  | 0                  | 0                  | 1                | 0                | 0                | 0                | 0                | 1         | 1         | 0         | 0         | 1         | 10     | 21     | 14     | 5      | 2      |
| M. Golm        | -             | -             | -             | -             | -             | -                 | -                 | -                 | -                 | -                 | -                  | -                  | -                  | -                  | -                  | 0                | 0                | 0                | 0                | 0                | -         | -         | -         | -         | -         | 0      | 0      | 0      | 0      | 0      |
| S. Hetmann     | 5             | 4             | 3             | 1             | 0             | 0                 | 0                 | 0                 | 0                 | 0                 | 0                  | 0                  | 0                  | 0                  | 0                  | 1                | 5                | 4                | 1                | 0                | 0         | 0         | 0         | 0         | 0         | 6      | 9      | 7      | 2      | 0      |
| H. Jasper      | 25            | 236           | 198           | 23            | 15            | 4                 | 26                | 23                | 3                 | 0                 | 1                  | 14                 | 12                 | 2                  | 0                  | 6                | 69               | 61               | 3                | 5                | 2         | 10        | 0         | 1         | 9         | 38     | 355    | 294    | 32     | 29     |
| A. Jegdić      | 29            | 0             | 0             | 0             | 0             | 4                 | 0                 | 0                 | 0                 | 0                 | 1                  | 0                  | 0                  | 0                  | 0                  | 6                | 0                | 0                | 0                | 0                | 2         | 0         | 0         | 0         | 0         | 42     | 0      | 0      | 0      | 0      |
| L. Kirchhoff   | -             | -             | -             | -             | -             | -                 | -                 | -                 | -                 | -                 | -                  | -                  | -                  | -                  | -                  | 0                | 0                | 0                | 0                | 0                | -         | -         | -         | -         | -         | 0      | 0      | 0      | 0      | 0      |
| P. Leweling    | 23            | 61            | 41            | 4             | 16            | 3                 | 0                 | 0                 | 0                 | 0                 | 0                  | 0                  | 0                  | 0                  | 0                  | 4                | 11               | 10               | 1                | 0                | 2         | 2         | 0         | 0         | 2         | 32     | 74     | 51     | 5      | 18     |
| R. Maase       | 12            | 33            | 28            | 3             | 2             | 1                 | 3                 | 2                 | 1                 | 0                 | 1                  | 0                  | 0                  | 0                  | 0                  | 3                | 12               | 11               | 1                | 0                | 0         | 0         | 0         | 0         | 0         | 17     | 48     | 41     | 5      | 2      |
| A. Németh      | 30            | 510           | 431           | 50            | 29            | 4                 | 67                | 57                | 4                 | 6                 | 1                  | 23                 | 22                 | 1                  | 0                  | 5                | 87               | 80               | 4                | 3                | 2         | 26        | 3         | 0         | 23        | 42     | 713    | 593    | 59     | 61     |
| F. Reesink     | 3             | 0             | 0             | 0             | 0             | -                 | -                 | -                 | -                 | -                 | -                  | -                  | -                  | -                  | -                  | 1                | 0                | 0                | 0                | 0                | 1         | 0         | 0         | 0         | 0         | 5      | 0      | 0      | 0      | 0      |
| K. Robitaille  | 10            | 6             | 3             | 3             | 0             | -                 | -                 | -                 | -                 | -                 | -                  | -                  | -                  | -                  | -                  | -                | -                | -                | -                | -                | -         | -         | -         | -         | -         | 10     | 6      | 3      | 3      | 0      |
| F. Savelkoel   | 18            | 191           | 156           | 17            | 18            | 2                 | 19                | 18                | 0                 | 1                 | 0                  | 0                  | 0                  | 0                  | 0                  | 6                | 89               | 67               | 11               | 11               | 2         | 18        | 1         | 1         | 16        | 28     | 317    | 242    | 29     | 46     |
| M. Savić       | 26            | 227           | 134           | 64            | 29            | 4                 | 32                | 15                | 12                | 5                 | 1                  | 9                  | 5                  | 3                  | 1                  | 5                | 53               | 31               | 16               | 6                | 2         | 16        | 1         | 5         | 10        | 38     | 337    | 186    | 100    | 51     |
| S. Stiriz      | 0             | 0             | 0             | 0             | 0             | -                 | -                 | -                 | -                 | -                 | -                  | -                  | -                  | -                  | -                  | -                | -                | -                | -                | -                | -         | -         | -         | -         | -         | 0      | 0      | 0      | 0      | 0      |
| S. van Aalen   | 27            | 83            | 32            | 31            | 20            | 4                 | 16                | 7                 | 6                 | 3                 | 1                  | 2                  | 0                  | 0                  | 2                  | 5                | 13               | 6                | 4                | 3                | 2         | 7         | 2         | 2         | 4         | 39     | 121    | 47     | 43     | 32     |
| M. Viggars     | 4             | 12            | 9             | 1             | 2             | 0                 | 0                 | 0                 | 0                 | 0                 | 1                  | 0                  | 0                  | 0                  | 0                  | 2                | 0                | 0                | 0                | 0                | -         | -         | -         | -         | -         | 7      | 12     | 9      | 1      | 2      |
| L. Weihenmaier | 22            | 274           | 225           | 39            | 10            | 4                 | 37                | 27                | 7                 | 3                 | 1                  | 12                 | 11                 | 1                  | 0                  | 1                | 3                | 3                | 0                | 0                | 2         | 13        | 0         | 0         | 13        | 30     | 339    | 266    | 47     | 26     |

P = presenze; PT = punti totali; AV = attacchi vincenti; MV = muri vincenti; BV = battute vincenti